# Шишман III
Јован Шишман II (бугарски: Иван Шишман), познат и као (Јован) Шишман III је био бугарски самопрокламовани цар у Трнову током Првог трновског устанка (1598). У науци се аргументовано поистовећује са устаником Теодором Балином.

## Порекло
Јован Шишман II се издавао за потомка династије Страцимироваца, последње владајуће породице Другог бугарског царства. Тврдио је да је потомак цара Јована Шишмана (1371-1395). Иако се овај податак не може потврдити писаним историјским изворима, могуће је да су ове тврдње биле истините, с обзиром да је забележено да је породица након пада Бугарске живела у суседној Угарској барем до друге половине 16. века.
Исто име је недуго раније преузео и други бугарски устаник - Теодор Балина, такође самопрокламовани цар. Стога је у историографији настала забуна поводом идентификације ове личности са именованим побуњеником. Забуна је ушла у историографију преко погрешног тумачења "Историје Бугара" Константина Јиречека од стране бугарског историчара Васила Златарског.
Јиречек је записао да се за краља прогласио потомак Шишмана III, али не и да је он носио то име. Стога се Шишман идентификује управо са Теодором Балином. Његово име помиње се једино у писму Павла Ђорђића светоримском цару Рудолфу II, у коме најављује његову посету и представља његово племенито порекло, услед чега је Балина уживао велики углед међу Бугарима. Упркос свом богатству, Балина је оставио све што је имао, супругу, синове и породицу, како би помогао свом народу у ослобођењу од турске власти.

## Биографија
Трновски устанак организован је од стране угледних личности - верских вођа, трговаца, међу којима је био и архиепископ Трнова Дионис Ралис, племић Теодор Балина из Никопоља, као и Павле Ђорђић, локални трговац из Дубровника. Устанак је избио у склопу Тринаестогодишњег рата (1593-1606), те су се Бугари нашли као савезници Хабзбурговаца. План устанка направљен је 1597. године у Бечу. Неколико година раније неуспешни устанак против турске власти подигли су и Срби у Банату.
Инвазија влашких снага под заповедништвом Михаила Храброг на северне бугарске земље (на јесен 1598. године) обезбедила је услове за отпочињање устанка. Устанак је у почетку био успешан. Шишман се прогласио трновским царем у накратко ослобођеној престоници некадашњег Другог бугарског царства. Османска војска реаговала је одлучно. Након неколико месеци је успела да заузме град и сурово угуши устанак. Око 16.000 устаника побегло је преко Дунава у Влашку.
Шишман, односно Теодор Балина је емигрирао у Русију, где му се губи траг.